# Kfar Ruppin
Kfar Ruppin (hebrejsky כְּפַר רוּפִּין, doslova "Ruppinova vesnice", anglicky Kfar Ruppin, v oficiálním seznamu sídel Kefar Ruppin) je vesnice typu kibuc v Izraeli, v Severním distriktu, v Oblastní radě Emek ha-Ma'ajanot.

## Geografie
Leží v nadmořské výšce 248 metrů pod mořskou hladinou v intenzivně zemědělsky využívaném Bejtše'anském údolí, které je součástí Jordánského údolí. V okolí obce se nacházejí četné vydatné prameny, ale původní vádí protékající údolím byla většinou kvůli zemědělskému hospodaření svedena do umělých vodotečí. Po severním okraji obce ovšem k Jordánu směřuje vádí Nachal Avuka. Údolí je rovinaté, s rozsáhlými plochami umělých vodních nádrží a zemědělských pozemků. Člení ho jen nevelké pahorky, většinou lidského původu coby stopy dávného osídlení jako Tel Karpas a Tel Kataf nebo Tel Artal, které se rozkládají na severním okraji vesnice, nebo Tel Saharon ležící v krajině jihozápadně od kibucu.
Je situována 27 kilometrů jižně od Galilejského jezera a pouhý 1 kilometr západně od řeky Jordán, cca 7 kilometrů jihovýchodně od města Bejt Še'an, cca 85 kilometrů severovýchodně od centra Tel Avivu a cca 67 kilometrů jihovýchodně od centra Haify. Kfar Ruppin obývají Židé, přičemž osídlení v tomto regionu je ryze židovské.
Kfar Ruppin je na dopravní síť napojen pomocí lokální silnice číslo 6688.

## Dějiny
Kfar Ruppin byl založen v roce 1938. Šlo o opevněnou osadu typu „hradba a věž“. Původní jméno kibucu znělo Masad (מסד) podle názvu zakladatelské osadnické skupiny. Současný název vesnice odkazuje na sionistického předáka Arthura Ruppina, který v Židovské agentuře řídil osidlovací politiku.
Zakladateli kibucu Kfar Ruppin byli Židé z Německa, Rakouska a Československa, kteří již roku 1934 vytvořili skupinu. Ta pak provizorně sídlila poblíž města Herzlija. Zpočátku čelili osadníci v Kfar Ruppin nedostatku pracovních sil, protože během druhé světové války se výrazně zbrzdilo židovské přistěhovalectví do tehdejší britské Palestiny. V roce 1943 sem přišla další osadnická skupina, která tu pak převládla.
Před rokem 1948 byl Kfar Ruppin jedním z center židovských jednotek Palmach. Roku 1949 měl kibuc Kfar Ruppin 216 obyvatel a rozlohu katastrálního území 4075 dunamů (4,075 kilometru čtverečního).
Během opotřebovací války na přelomu 60. a 70. let 20. století trpěl kibuc opakovanými přeshraničními incidenty. 11. listopadu 1968 byl ostřelován z Jordánska a při tomto útoku jeden místní obyvatel zemřel a dva byli zraněni.
Kibuc počátkem 21. století prošel privatizací. Součástí reformy hospodaření kibucu je i výstavba soukromých rodinných domů, kterých tu vyrostlo v první fázi 27. Celkem jich je plánováno 115. Ekonomika Kfar Ruppin je založena na zemědělství (největší rybí sádky v Izraeli), průmyslu a turistickém ruchu. V bezprostředním okolí pahorku Tel Saharon je vyhlášena turisticky využívaná přírodní rezervace Tel Saharon, která se zaměřuje na ochranu četných ptačích populací, které zdejší region využívají při pravidelné migraci. Dále je tu nejsevernější výskyt vegetace jednoho z druhů akácie.
V kibucu fungují zařízení předškolní péče o děti. Základní škola se nachází ve vesnici Chamadija. K dispozici je tu zdravotní ordinace, plavecký bazén a sportovní areály, obchod, synagoga, společná jídelna a veřejná knihovna.

## Demografie
Obyvatelstvo kibucu Kfar Ruppin je sekulární. Podle údajů z roku 2014 tvořili naprostou většinu obyvatel v Kfar Ruppin Židé (včetně statistické kategorie "ostatní", která zahrnuje nearabské obyvatele židovského původu ale bez formální příslušnosti k židovskému náboženství).
Jde o menší sídlo vesnického typu se stagnující populací. K 31. prosinci 2014 zde žilo 431 lidí. Během roku 2014 populace stoupla o 0,2 %.
| Rok            | 1948 | 1949 | 1961 | 1972 | 1983 | 1995 | 2001 | 2003 | 2004 | 2005 | 2006 | 2007 | 2008 | 2009 | 2010 | 2011 | 2012 | 2013 | 2014 |
| -------------- | ---- | ---- | ---- | ---- | ---- | ---- | ---- | ---- | ---- | ---- | ---- | ---- | ---- | ---- | ---- | ---- | ---- | ---- | ---- |
| Počet obyvatel | 261  | 216  | 306  | 294  | 391  | 452  | 437  | 452  | 417  | 423  | 418  | 415  | 441  | 419  | 426  | 437  | 430  | 430  | 431  |